# Stefhon Hannah
Stefhon L. Hannah (ur. 14 czerwca 1985 w Chicago) – amerykański koszykarz występujący na pozycji rozgrywającego.
W lipcu 2012 rozegrał 4 spotkania w barwach Milwaukee Bucks, podczas letniej ligi NBA w Las Vegas. 1 października podpisał umowę z Golden State Warriors, został zwolniony 12 dni później bez rozegrania ani jednego spotkania sezonu regularnego.
1 października 2015 podpisał umowę z Chicago Bulls. Został zwolniony 13 października, po rozegraniu jednego spotkania przedsezonowego. 23 stycznia 2016 związał się z koszalińskim AZS-em. 5 kwietnia rozwiązał umowę z klubem za porozumieniem stron. W trakcie 10 rozegranych spotkań notował średnio 10 punktów oraz 5,3 asysty.

## Osiągnięcia
Na podstawie, o ile nie zaznaczono inaczej.
College
- NCAA Big 12 Newcomer of the Year (2007)
- Zawodnik Roku Konferencji Panhandle NJCAA (2006)
- Zaliczony do:
  - I składu:
    - pierwszoroczniaków Big 12 (2007)
    - najlepszych nowo-przybyłych zawodników Big 12 (2007)
    - turnieju CBE Classic (2008)
    - NJCAA All-Panhandle Conference (2005, 2006)

  - II składu NJCAA All-America (2006)
  - III składu All-Big 12 (2007)

Drużynowe
- Mistrz D-League (2011)
- Wicemistrz Wenezueli (2013)
- Brązowy medalista mistrzostw Litwy (2009)
- 3. miejsce w Pucharze Litwy (2009)
- Uczestnik rozgrywek EuroChallenge (2008/09)

Indywidualne
- Obrońca Roku D-League (2012, 2013)
- Zaliczony do:
  - I składu ligi WBA (2010)
  - składu D-League Honorable Mention (2012, 2013)
  - I składu defensorów D-League (2012, 2013)
- Uczestnik litewskiego All-Star Game (2009)
- Zawodnik Tygodnia D-League (2.04.2012)
- Lider[7]:
  - D-League w liczbie oddanych rzutów za 3 punkty (354 – 2012/13)
  - D-League w liczbie strat (165 – 2012/13)

Reprezentacja
- Wicemistrz świata 3x3 (2016)[8]